# Brištane
Brištane falu Horvátországban Šibenik-Knin megyében. Közigazgatásilag Drnišhez tartozik.

## Fekvése
Knintől légvonalban 24, közúton 37 km-re délnyugatra, községközpontjától 13 km-re nyugatra, Dalmácia közepén, a Krka bal partján fekszik.

## Története
A régészeti leletek tanúsága szerint az ember már ősidők óta folyamatosan lakta ezt a vidéket. A 19. század végén római villa rustica maradványait találták meg itt, ahol a korabeli feljegyzések szerint az 1. században egy kiszolgált római veterán katona Gaius Terencius Celso élt. A horvátok ősei a 7. században telepedtek meg itt. A középkorban a Knini egyházmegyének alárendelt miljevci plébánia területéhez tartozott. Földesurai Kamičak és a délre fekvő Ključ várának urai voltak. A török 1522-ben foglalta el a közeli Bogočin, Rog, valamint a délebbre fekvő Kamičak és Ključ várait. Területe a moreai háború során (1684-1699) szabadult fel a török uralom alól. Ezután híveinek lelki gondozását a visovaci ferences atyák végezték. A hívek előbb a skradini, majd a Šibeniki egyházmegye igazgatása alá tartoztak. 1797-ben a Velencei Köztársaság megszűnésével a Habsburg Birodalom része lett. 1806-ban Napóleon csapatai foglalták el és 1813-ig francia uralom alatt állt. Napóleon bukása után ismét Habsburg uralom következett, mely az első világháború végéig tartott A falunak 1857-ben 329, 1910-ben 504 lakosa volt. Az első világháború után előbb a Szerb Királyság, majd rövid ideig az Olasz Királyság, ezután a Szerb-Horvát-Szlovén Királyság, majd Jugoszlávia része lett. 1991-ben majdnem teljes lakossága horvát nemzetiségű volt. A délszláv háború során a Krajinai Szerb Köztársasághoz csatolták, de mint vitatott terület a Miljevci-fennsíkkal együtt ténylegesen az UNPROFOR nemzetközi erőinek ellenőrzése alatt állt. A településnek 2011-ben 174 lakosa volt.

## Lakosság
| Lakosság változása | Lakosság változása | Lakosság változása | Lakosság változása | Lakosság változása | Lakosság változása | Lakosság változása | Lakosság változása | Lakosság változása | Lakosság változása | Lakosság változása | Lakosság változása | Lakosság változása | Lakosság változása | Lakosság változása | Lakosság változása |
| ------------------ | ------------------ | ------------------ | ------------------ | ------------------ | ------------------ | ------------------ | ------------------ | ------------------ | ------------------ | ------------------ | ------------------ | ------------------ | ------------------ | ------------------ | ------------------ |
| 1857               | 1869               | 1880               | 1890               | 1900               | 1910               | 1921               | 1931               | 1948               | 1953               | 1961               | 1971               | 1981               | 1991               | 2001               | 2011               |
| 329                | 376                | 360                | 358                | 439                | 504                | 440                | 514                | 636                | 645                | 657                | 593                | 491                | 420                | 306                | 174                |

## Nevezetességei
- Szent Anna tiszteletére szentelt kápolnája. A településen régen is állt egy Szent Anna kápolna, melynek maradványai láthatók. A régi kápolna tiszteletére 2009-ben egy új Szent Anna kápolnát építettek a Širitovac, Drinovac, Brištane Donje és Visovac településekre menő utak kereszteződésébe.[8]
- Kamicsác vára[9] a Krka bal partján, a településtől nyugatra, mintegy 4 km-re nehezen megközelíthető helyen található. A vár ma erősen romos állapotban áll, csak csekély maradványai találhatók. A legépebben fennmaradt rész az északi, Krka felőli oldal egy torony maradványaival. A vár központi részéből csak az északi és északnyugati falak, valamint a nyugat-keleti irányú zárófal maradt fenn. A 19. században közelében még ókori épületek maradványai is láthatók voltak. A vár alatti szántóföldet a nép Svačicának nevezi. A Svačicok leszármazottai a Nepilićek is Kamičakról származtak. A várat a történeti források „Kamichech” (1345), „Kamichack” (1411), „Kamichach” (1421) és „Camichach” (1434) alakban említik. [8] A várat a nép Utješinović-várként is nevezi, mert a 15. században itt volt az Utješinović grófok birtokközpontja. Itt született 1482-ben Juraj Utješinović, akit a magyar történetírás Fráter Györgyként vagy György barátként ismer. Korának egyik legnagyobb politikusa volt, királyi kincstartó, majd helytartó, Magyarország kormányzója, nagyváradi püspök, majd bíboros, esztergomi érsek, erdélyi vajda, az Erdélyi Fejedelemség megszervezője és 1551-es meggyilkolásáig tényleges ura volt. Kamičak urai közül említésre méltók még a Halapić testvérek, akik részt vettek II. Ulászló királlyá választásában. Kamičakról származott Mišljenović Márk horvát–dalmát és szlavón bán (1506–1507). A várat 1522-ben foglalta el a török.[10]
- A Visovac szigetén álló Irgalmas Szűzanya ferences kolostort[11] a történelmi dokumentumokban először egy 1345-ből származó dokumentum említi. A 14. század közepén Visovacban ágoston rendi remete szerzetesek laktak. Feltételezhatő, hogy az Ágoston-rendi kolostor a mai kolostor keleti részének boltíves része volt, gótikus kútkávával és a templom mai sekrestyéjével. A török fenyegetéssel szemben az ágoston-rensiek 1440 körül elhagyták a kolostort. Közvetlenül távozásuk után boszniai ferencesek érkeztek a kolostorba, hogy felújítsák, bővítsék és megerősítsék (két tornyot építettek). A velencei-török háborúk időszaka után megkezdődött a kolostor bővítése. A teljes rekonstrukció utolsó szakaszát J. Sladi trogiri építészre bízták, így a komplexum jelenlegi kinézete az 1911-ben befejezett felújítás következménye.